# Gollahalli, Chintamani
Gollahalli là một làng thuộc tehsil Chintamani, huyện Kolar, bang Karnataka, Ấn Độ.